# Soasjärvi
Soasjärvi eller Saasjärvi är en sjö i Finland. Den ligger i kommunen Sodankylä i landskapet Lappland, i den norra delen av landet, 800 km norr om huvudstaden Helsingfors. Soasjärvi ligger 186,7 meter över havet. Arean är 1,16 kvadratkilometer och strandlinjen är 5,71 kilometer lång. Sjön  ingår i Kemi älvs huvudavrinningsområde. 